# Pholodes sinistraria
Pholodes sinistraria là một loài bướm đêm thuộc họ Geometridae. Nó được tìm thấy ở phần phía đông của Úc.
Sải cánh dài khoảng 50 mm đối với con đực và 60 mm đối với con cái.
Ấu trùng ăn nhiều loài thực vật khác nhau, bao gồm Rosa odorata, Camellia japonica, Persea americana, Citrus unshiu, Cassia, Ricinus communis, Acacia và Acmena smithii. Furthermore, và được xem là loài gây hại cho Macadamia integrifolia.

## Hình ảnh

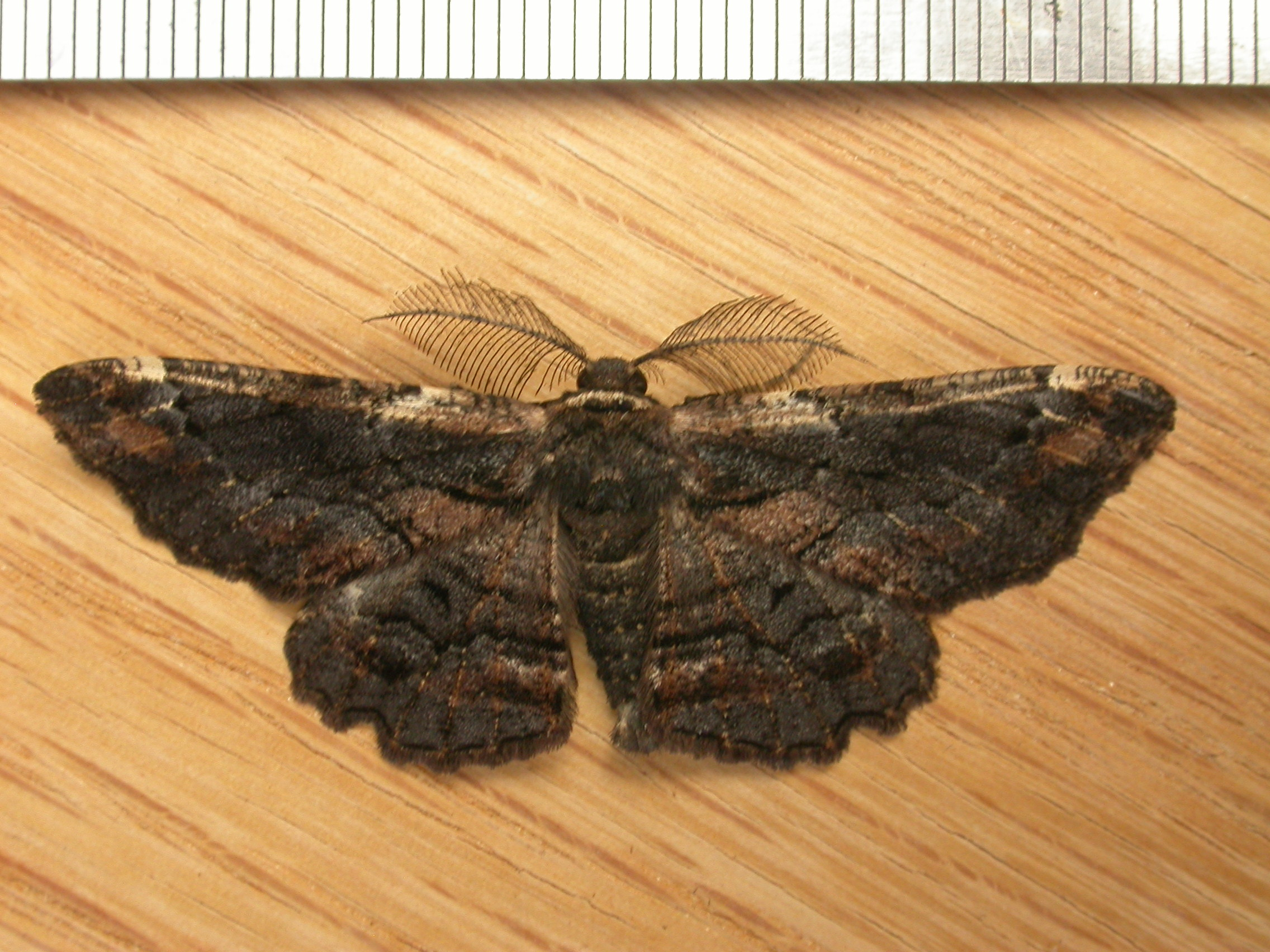
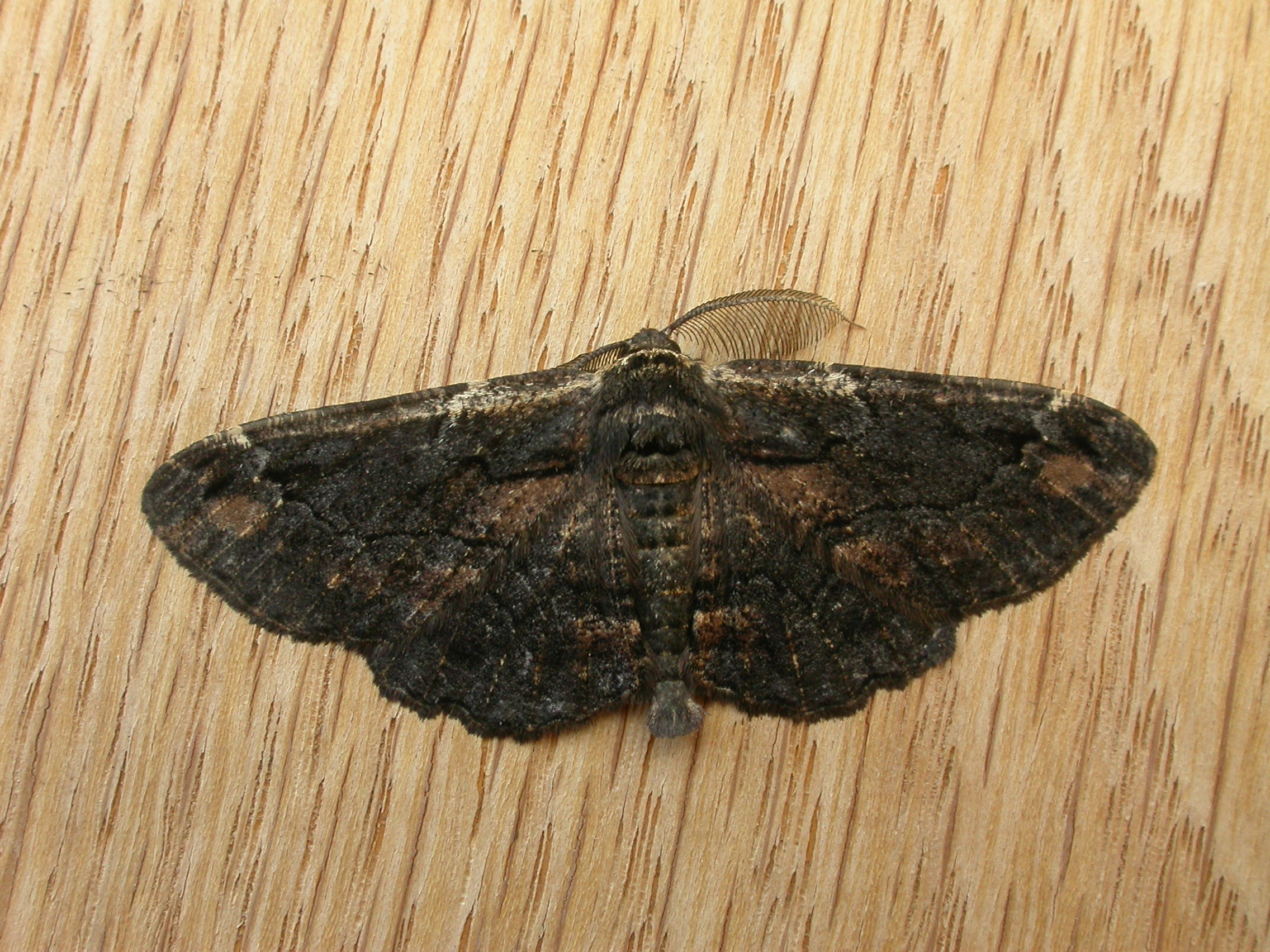
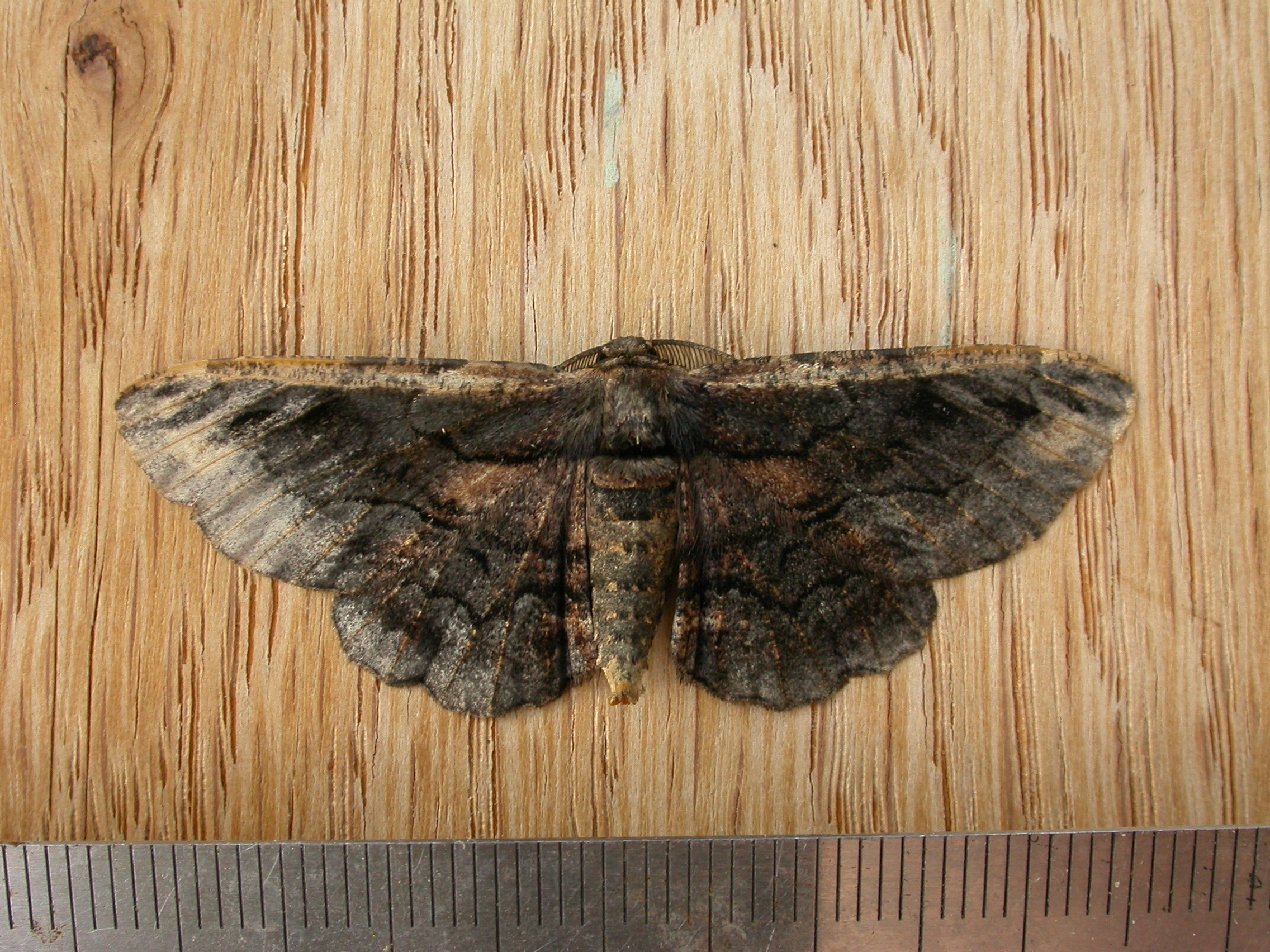
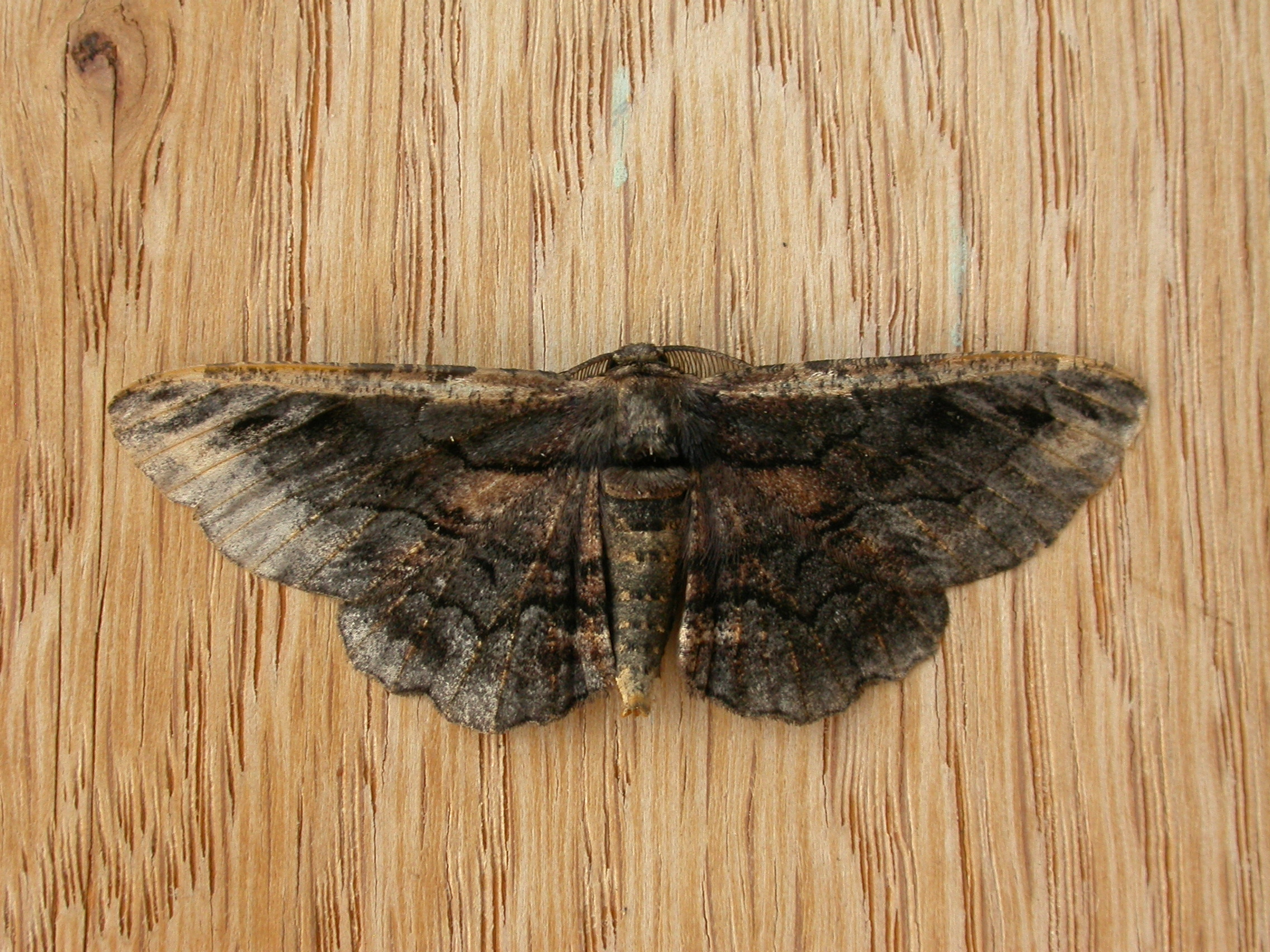